# Dolle kervel
De dolle kervel (Chaerophyllum temulum) is een tweejarige plant uit de schermbloemenfamilie (Apiaceae). De dolle kervel komt voor in Europa (maar vrijwel niet in de meest noordelijke en oostelijke delen), de Kaukasus en Noordwest-Afrika. In Nederland vindt men dolle kervel vooral in Zuid-Limburg, het zuiden van Zeeland, in het rivierengebied en in het oosten en midden van het land. De soort staat op de Nederlandse Rode lijst van planten als algemeen voorkomend en stabiel of toegenomen. Het aantal chromosomen is 2n = 14.
De plant kan ongeveer 30-140 cm hoog worden. De stengel van de dolle kervel is rechtopstaand, gevuld, paarsrood gevlekt en heeft vrij lange, rechtopstaande, witte haren, die voor een deel afstaan. De bladeren zijn donkergroen en worden later soms paarsverkleurend. De bladeren zijn twee- tot drievoudig geveerd en de deelblaadjes zijn eirond tot langwerpig, stomp en getand. De bladscheden zijn gewimperd.
Dolle kervel bloeit van mei tot en met juli. De witte bloemen zijn ongeveer 2 mm groot en vormen samengestelde schermen met vijf tot twaalf stralen. Meestal is er geen omwindsel. Wel zijn er gewimperde omwindseltjes. Als de bloemen nog in de knop zitten hangen ze. De kroonbladeren zijn niet behaard.
De giftige, vaak paarsachtige vrucht is een 4-7 mm lange en 1 mm brede splitvrucht met brede platte ribben en ronde deelvruchten.
De dolle kervel heeft het eerste deel van zijn naam te danken aan het feit dat koeien die er veel van eten zich gaan gedragen alsof ze dronken zijn. De dolle kervel is dan ook (licht)giftig. Het tweede deel verwijst naar de uiterlijke gelijkenis die de plant door zijn geveerde bladeren vertoont met echte kervel. De beide plantensoorten zijn niet direct verwant.

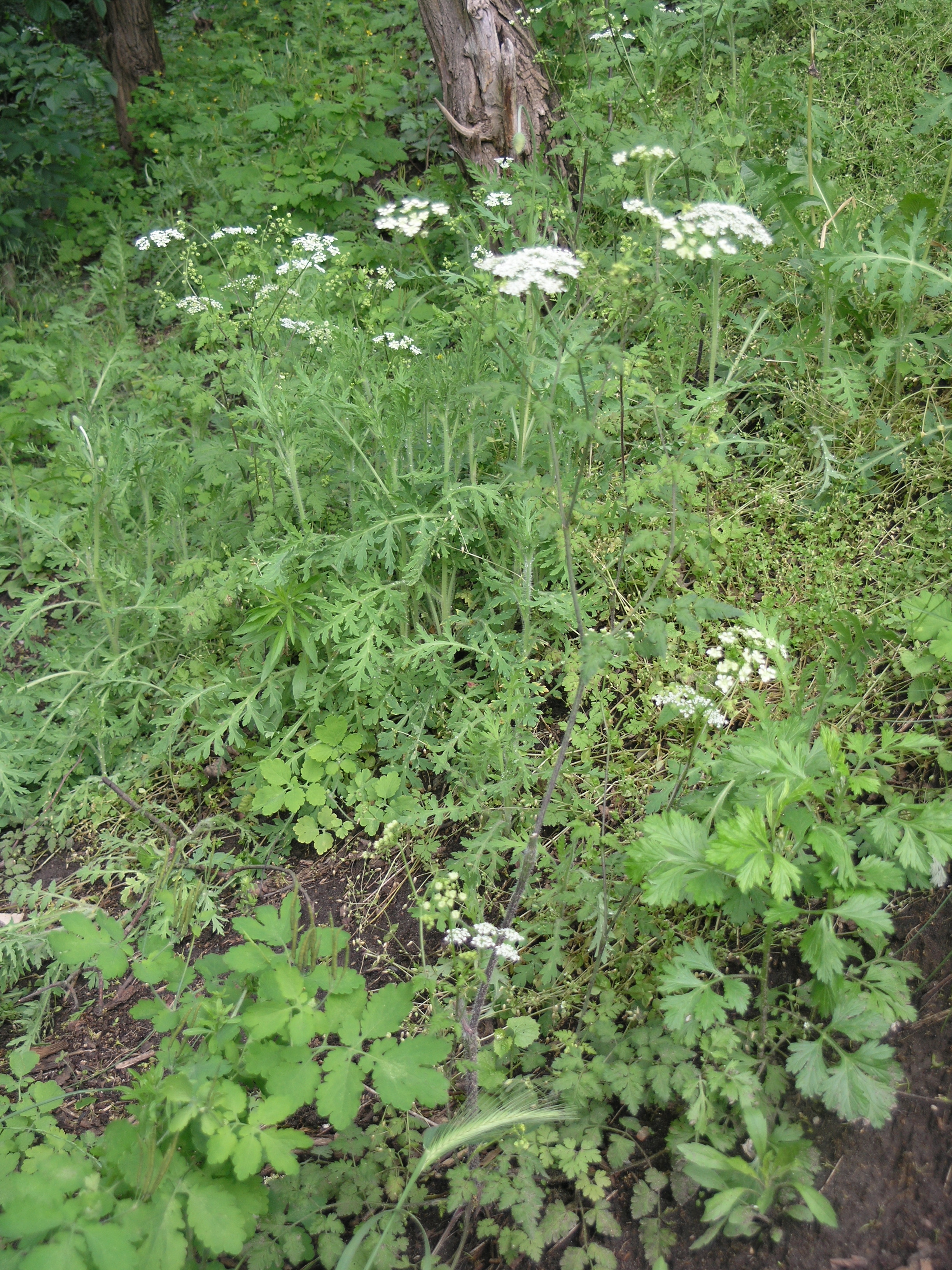
Plant
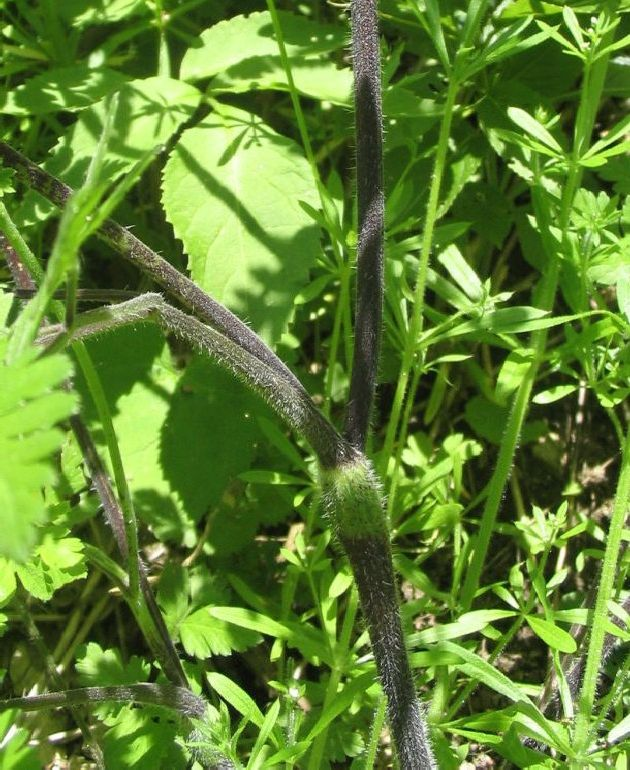
Stengel
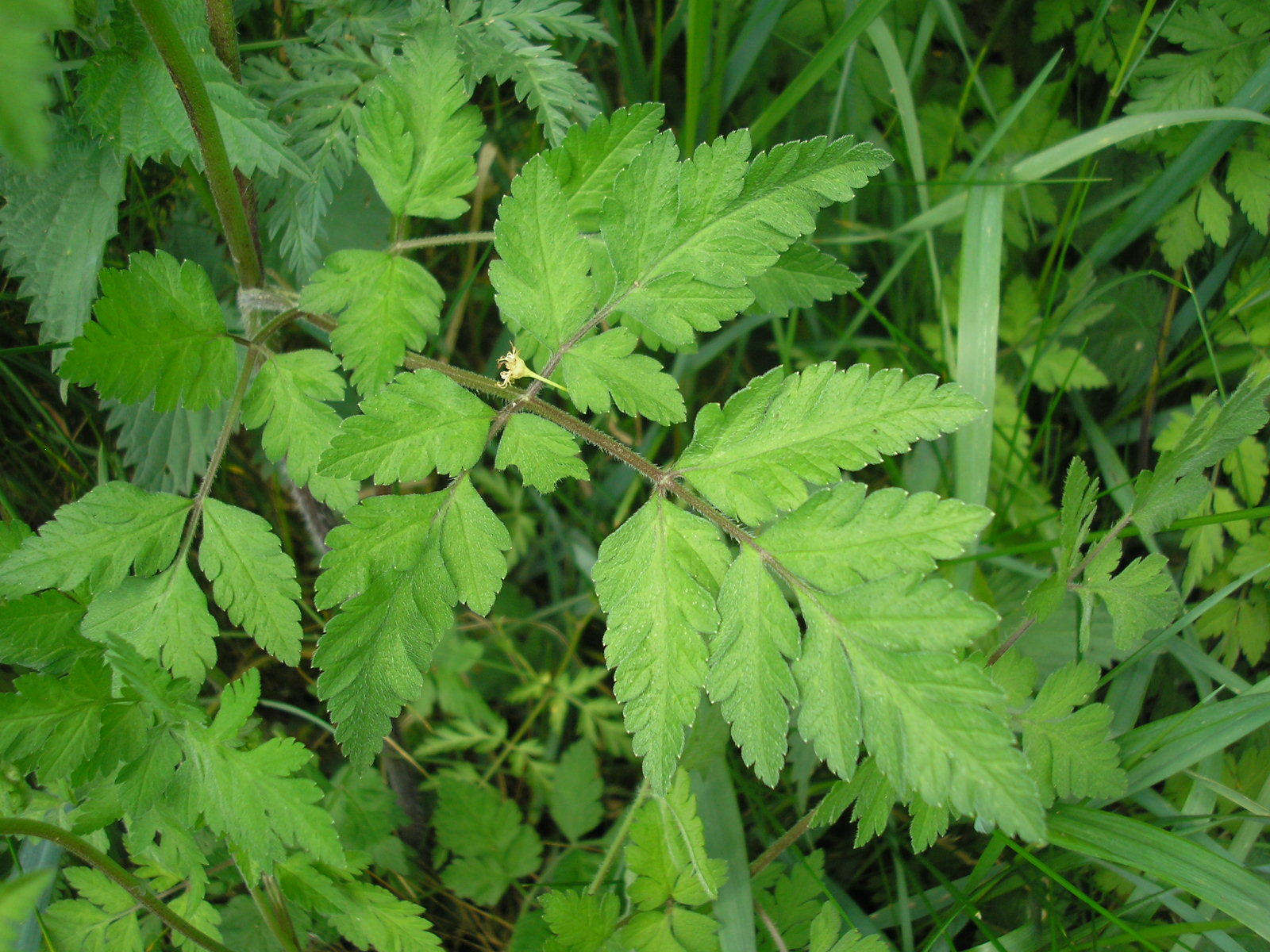
Blad
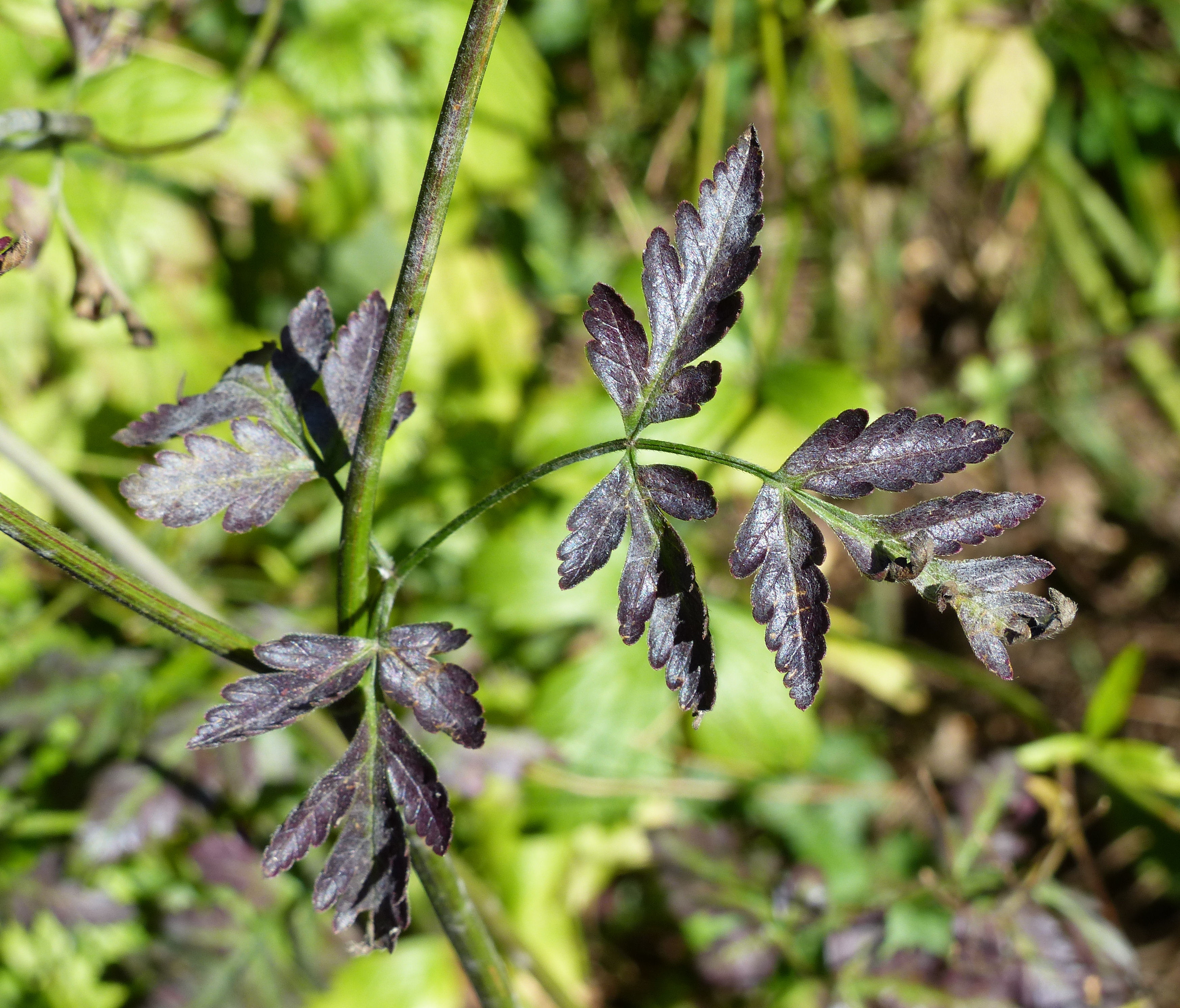
Blad
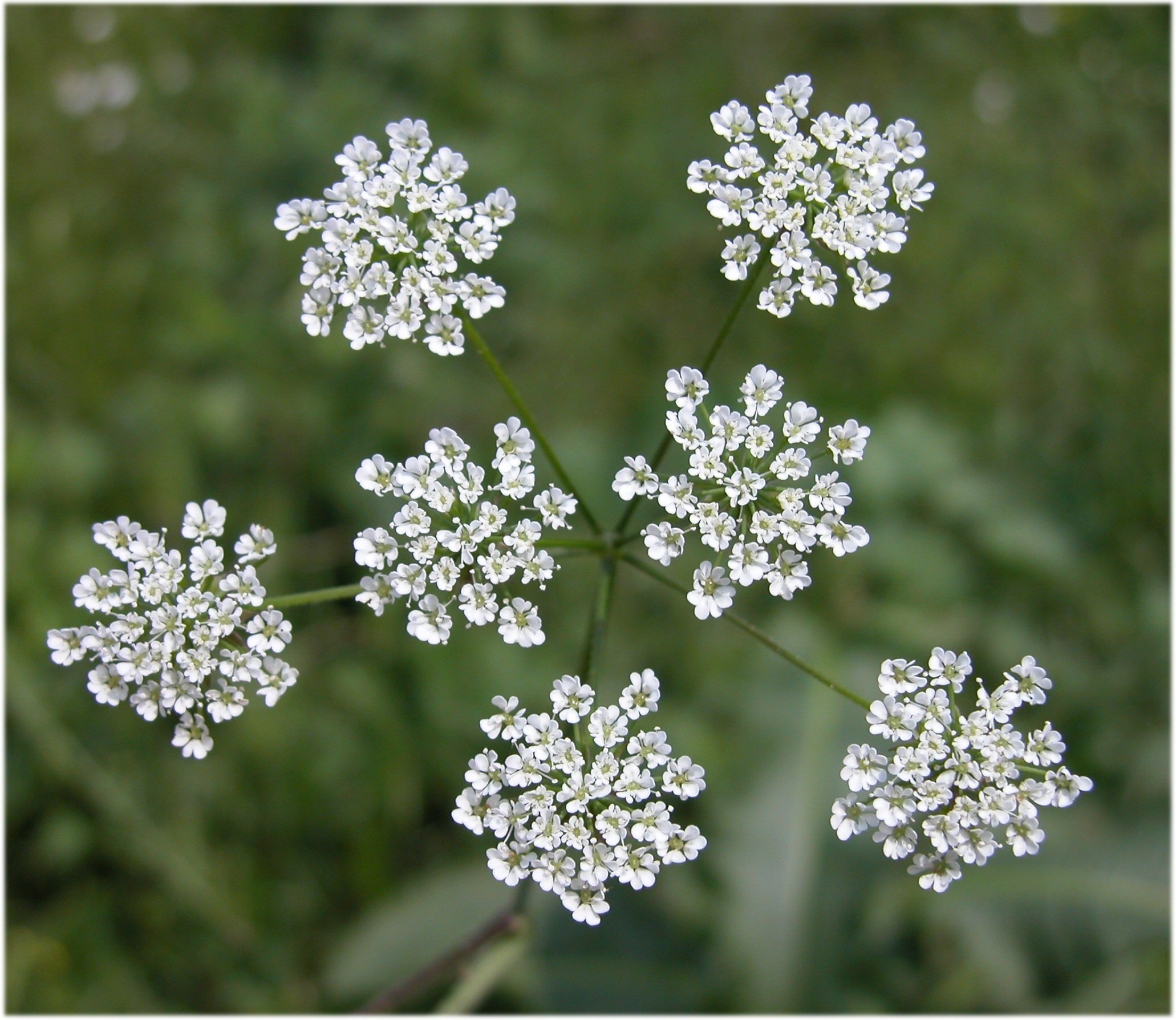
Bloeiwijze
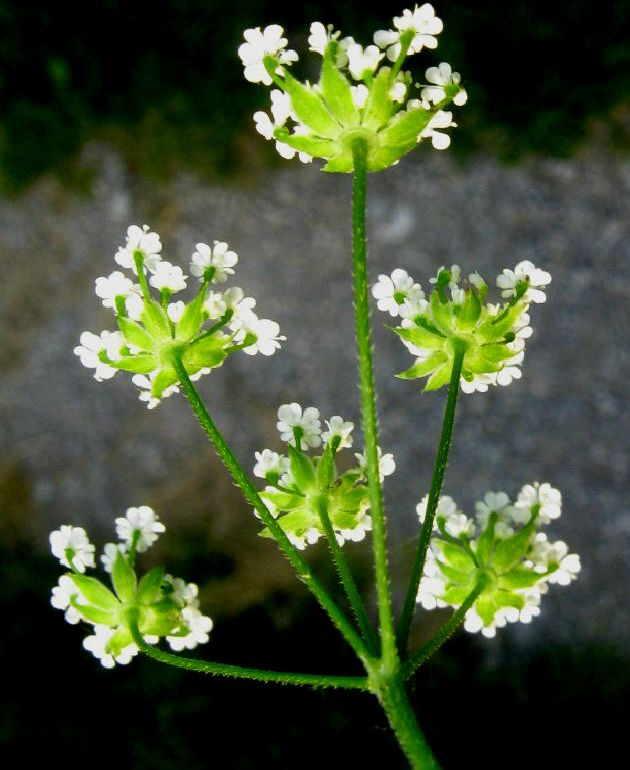
Omwindseltjes
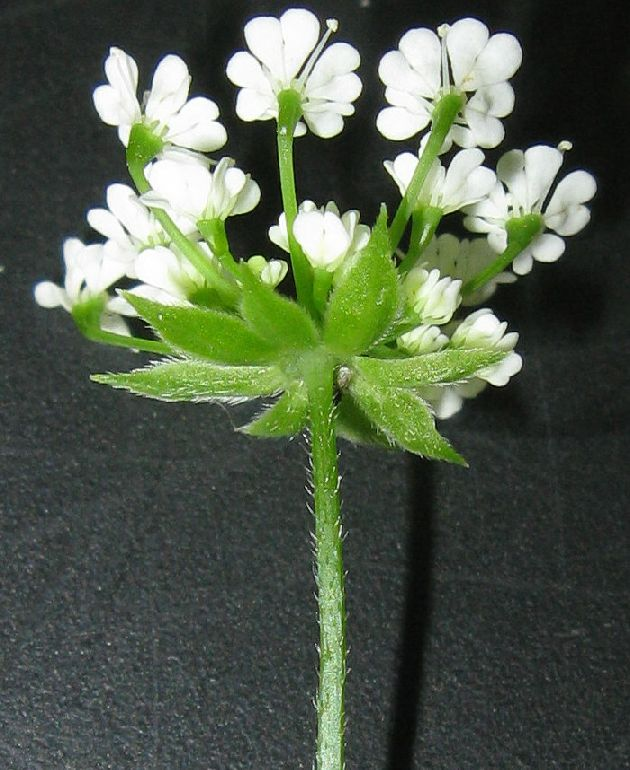
Omwindseltjes
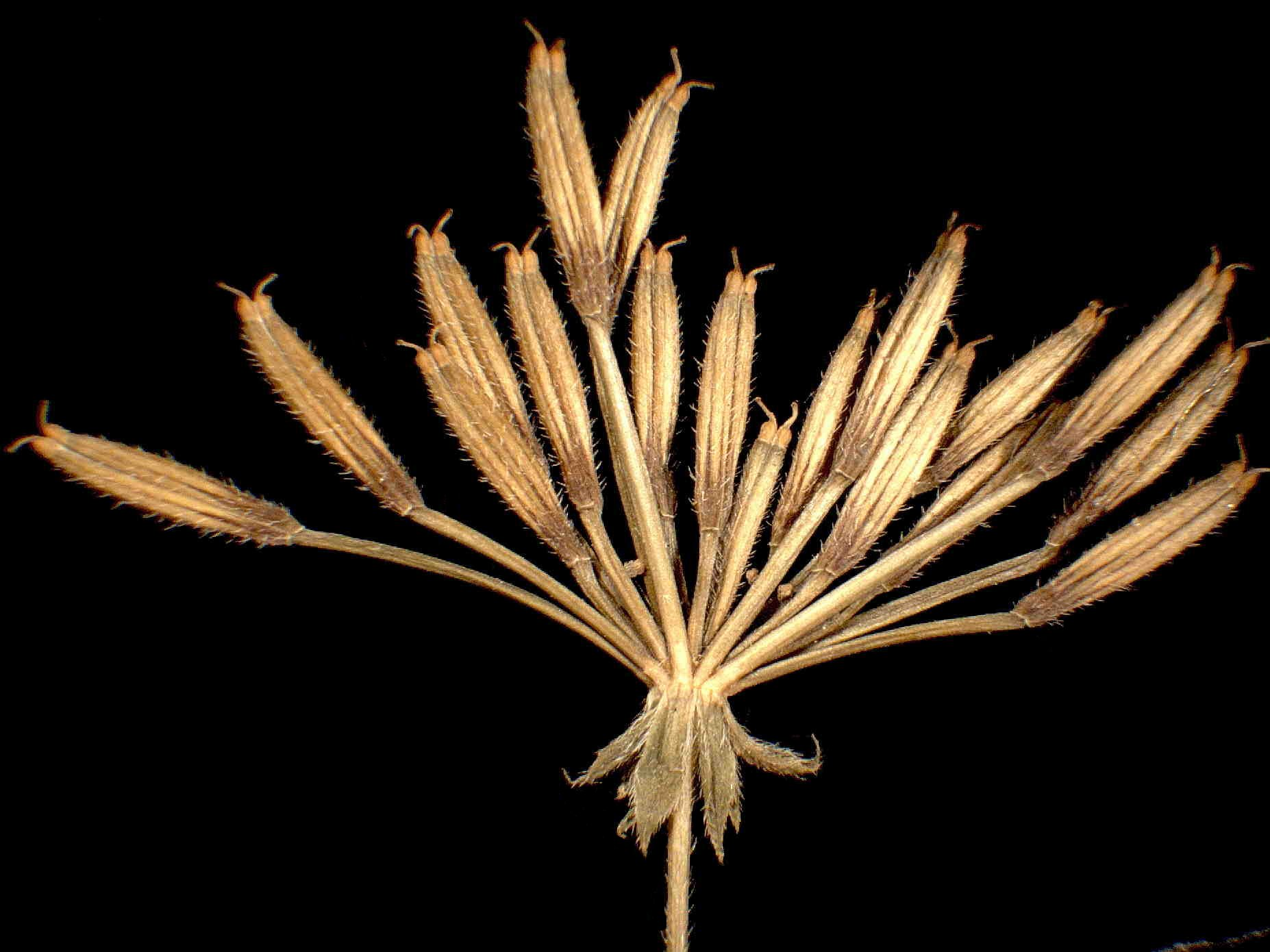
Vruchten

## Voorkomen
De dolle kervel groeit op half beschaduwde plekken op droge tot vochtige, voedselrijke en vaak kalkhoudende grond. Ze is veel te vinden in zanderige beekdalbossen, bermen, ruig grasland, heggen, bosranden, struikgewas, houtwallen, braakliggende grond, bij havens, spoorwegterreinen, industrieterreinen, plantsoenen en akkerranden.

## Socrates
Soms wordt beweerd dat Socrates zou zijn vergiftigd door toediening van dolle kervel. Dit berust echter op een misverstand: Socrates is om het leven gekomen ten gevolge van de Griekse gifbeker. Het gif in deze beker zou gemaakt kunnen zijn van de zaden van de gevlekte scheerling, een plant die op het ontbreken van beharing en de meervoudige geveerdheid van het blad na, sprekend op de dolle kervel lijkt.